# 紫身笛鯛
紫身笛鯛，為輻鰭魚綱鱸形目鱸亞目笛鯛科的其中一種，分布於西大西洋區，從加勒比海至巴西東北部海域，棲息深度26-340公尺，體長可達100公分，生活在岩石底質海域，屬肉食性，以魚類、甲殼類、頭足類等為食，可做為食用魚，有雪卡魚毒的報告。
其种加词“Purpureus”意为鱼的颜色是“紫色的”。